# Bankrupt
A Bankrupt egy magyar zenekar, akiket zenéjükben a dallamos punk zene közel 30 éves történetének legjava (A legendás Ramonestól és a Clashtől a Dwarves-ig és a NOFX-ig) inspirált és inspirál elsősorban.

## Története
A zenekar 1996-ban alakult. Az első három évben a magyar származású kanadai Michael Kovrig  volt a zenekar énekese. Ő a torontói egyetem befejezése után ezekben az években Budapesten élt. Később diplomatakarriert futott be, majd 2018 végén Kínában letartóztatták egy Kína és Kanada közti konfliktus következményeként.
A zenekar 2021 júliusában jelentette meg a Pekingi Nyár (angol változatban: The Plane To Toronto) című számot, hogy ezzel hívják fel a figyelmet a még mindig raboskodó Kovrig helyzetére. Kovrig 2021 szeptemberében szabadult.
Miután megfordultak már Budapest szinte valamennyi klubjának színpadán, 2000 elején otthonra leltek a patinás Bem Rockpart klubban, ahol 2000 februárjától a klub 2002 elején történt bezárásig tizenhárom fesztivált szerveztek ismert hazai zenekarok részvételével. A 2000 októberétől „BluePop” néven futó fesztiválsorozaton 6 osztrák és 3 cseh zenekar is fellépett.
A zenekar első lemeze, a Listen 2000 szeptemberében jelent meg. Ekkortájt kezdtek el külföldön is koncertezni. Előbb Ausztriában, majd Csehországban, és a régió többi országában is sorra bemutatkoztak. Az egy-egy háromállomásos olasz, szlovén és cseh mini-turnét is felvonultató 2003-as évben a Bankrupt már többet játszott külföldön, mint idehaza.
Ez a tendencia folytatódott a 2004. decemberi második album, a Bad Hair Day megjelenése után is. A hazai lehetőségek beszűkülésével egyidőben sikerült Németországban, Ausztriában, és Csehországban jelentősebb fesztiválokra bekerülniük, így egyértelművé vált, hogy a külföldi lehetőségekre kell összpontosítaniuk a továbbiakban.
A zenekar 2006 augusztusában hozta ki az eddigi tízéves munkásságának csúcspontját jelentő harmadik albumot Shorter Than Danny DeVito címmel. A lemez, akárcsak a Bad Hair Day, a gitáros William kiadójánál, a PiaRRecordsnál jelent meg, és akárcsak az előző album, ez is a maximális 10 pontot kapta a legjelentősebb dél-német underground portál, a southspace.de kritikusától.
2008 májusában a zenekar kiadott egy ötszámos CD-t Rocket To Riot City címmel. Ez a korábbiaknál is több kedvező kritikát kapott idehaza, Európa több országában és a tengerentúlon is.
2009 májusában jelent meg a hatszámos Razor Wires And Neon Lights, amelynek fő motívuma Európa kettéosztottsága 20 évvel a vasfüggöny lehullása után.
2011 októberében jelent meg a korábbiaknál populárisabb és a zenekar által ingyenesen letölthetővé tett négyszámos Rewound EP, amelynek címadó számát az MR2 Petőfi rádió is játszotta. A lemezen újdonságként már surf rock hatások is megjelennek. A címadó számhoz magyar változat is készült Retro címmel, melynek klipjét rendszeresen játszotta az MTV Hungary is.
2013-ban egy ötszámos EP-t jelentettek meg angol és magyar nyelvű változatban is, amelynek címe Goodbye Blue Monday / Nem maradsz egyedül volt. Ezután Tövisházi Ambrussal készítettek három, a korábbi stílustól jelentősen eltérő számot, valamennyit magyar és angol változatban is. A War and Peace / Háború és béke 2014 januárjában jelent meg, a The Legend of Lee Marvin / Lee Marvin és a Disco Apocalypse / Világvége Disco pedig 2015 januárjában.
2016 márciusában jelent meg negyedik nagylemezük Kívülállók (angol változatban Outsiders) címmel. Ezt 2020-ban követte az ötödik album, a Trollok öltönyben (Trolls In Suits).
2021 tiszteletére új single-lel, majd 2023-ban Illiberal Holiday címmel új, ugyancsak kétnyelvű albummal jelentkeztek.
A zenekar legsikeresebb korszaka a 2022-es Keresett a Feri című számuk megjelenésével kezdődött. Ezt követően sorban hozták ki népszerű közéleti számaikat (Viktorland, A hülyeség ára, Illiberal Holiday, Hol van a pénz?, Erre bezzeg van pénz, Feketelista, Nemzeti Daddy, Zebra) és egyre ismertebbek lettek országszerte. 

## Diszkográfia

### Nagylemezek
- Listen (2000)
- Bad Hair Day (2004)
- Shorter Than Danny DeVito (2006)
- Outsiders / Kívülállók (2016)
- Trolls In Suits / Trollok öltönyben (2020)
- Illiberal Holiday (2023)

### Kislemezek
- Rocket To Riot City EP (2008)
- Razor Wires And Neon Lights EP (2009)
- Rewound EP (2011)
- Goodbye Blue Monday / Nem maradsz egyedül EP (2013)
- Hello 21 / Huszonegy (single) (2021)
- Feketelista / Blacklist EP (2024)
- Nemzeti Daddy / Drainpipe Daddy (2025)

## A zenekar tagjai
- Rocco – ének, basszus
- William – gitár, ének
- Salvatore - gitár
- Dani – dob

Korábbi tagok:
- Michael K - ének (1996–1999)
- Kicsi - dob (2000–2018)